# Matt Barnes (basket-ball)
Pour les articles homonymes, voir Matt Barnes (baseball) et Barnes.
Matt Kelly Barnes, né le 9 mars 1980 à Santa Clara en Californie (États-Unis), est un joueur américain de basket-ball. Il évolue au poste d'ailier.

## Biographie
Matt Barnes commence sa carrière de basketball à UCLA.
Le 26 juin 2002, il est drafté par les Grizzlies de Memphis mais il est directement transféré avec Nick Anderson aux Cavaliers de Cleveland en échange de Wesley Person. Le 18 octobre 2002, il est coupé par les Cavaliers et va en D-League chez les Patriots de Fayetteville.
En septembre 2003, il signe chez les SuperSonics de Seattle et est coupé un mois plus tard.
Le 18 janvier 2004, il signe pour le reste de la saison aux Clippers de Los Angeles où il disputera son premier match sur un parquet NBA.
L'année suivante, il signe aux Kings de Sacramento qui le transféreront quelques mois plus tard avec Michael Bradley et Chris Webber aux Sixers de Philadelphie contre Brian Skinner, Kenny Thomas et Corliss Williamson.
En octobre 2005, il signe aux Knicks de New York et est coupé deux mois plus tard. Il signe donc aux Sixers pour le reste de la saison.
Au début de la saison 2006-2007, il signe aux Warriors de Golden State où il reste deux ans.
Il passe ensuite une saison aux Suns de Phoenix (où il dépasse pour la première fois les 10 points de moyenne) puis une autre au Magic d'Orlando.
Il signe aux Lakers de Los Angeles où il joue avec Kobe Bryant et Pau Gasol.
Puis en septembre 2012, il rejoint les Clippers de Los Angeles, qui lui prolongent son contrat en juillet 2013.
Le 16 juin 2015, il est transféré aux Hornets de Charlotte avec Spencer Hawes en échange de Lance Stephenson.
Le 25 juin 2015, il est transféré aux Grizzlies de Memphis en échange de Luke Ridnour.
Le 9 juillet 2016, après une saison réussie, il prend la direction de Sacramento. Le 20 février 2017, il est coupé par les Kings à la suite de l'échange envoyant notamment DeMarcus Cousins et Omri Casspi à La Nouvelle-Orléans.
Lors de la saison 2016-2017, il devient champion NBA avec les Warriors de Golden State.
Le 11 décembre 2017, il annonce sa retraite.

## Palmarès
- Champion de la Division Southwest en 2010 avec le Magic d'Orlando.
- Champion de la Division Pacifique en 2011 et 2012 avec les Lakers de Los Angeles.
- Champion NBA en 2017 avec les Warriors de Golden State

## Records sur une rencontre en NBA
Les records personnels de Matt Barnes en NBA sont les suivants, :
| Type de statistique        | Saison régulière | Saison régulière           | Saison régulière  | Playoffs | Playoffs                   | Playoffs      |
| Type de statistique        | Record           | Adversaire                 | Date              | Record   | Adversaire                 | Date          |
| -------------------------- | ---------------- | -------------------------- | ----------------- | -------- | -------------------------- | ------------- |
| Points                     | 36               | @ Grizzlies de Memphis     | 3 janvier 2007    | 30       | @ Grizzlies de Memphis     | 3 mai 2013    |
| Paniers marqués            | 13               | 2 fois                     | 2 fois            | 11       | @ Grizzlies de Memphis     | 3 mai 2013    |
| Paniers tentés             | 28               | @ Grizzlies de Memphis     | 3 janvier 2007    | 15       | 3 fois                     | 3 fois        |
| Paniers à 3 points réussis | 7                | 2 fois                     | 2 fois            | 6        | @ Grizzlies de Memphis     | 3 mai 2013    |
| Paniers à 3 points tentés  | 16               | @ Grizzlies de Memphis     | 3 janvier 2007    | 8        | 2 fois                     | 2 fois        |
| Lancers francs réussis     | 9                | Pistons de Détroit         | 6 novembre 2009   | 7        | @ Grizzlies de Memphis     | 25 avril 2013 |
| Lancers francs tentés      | 12               | Pistons de Détroit         | 6 novembre 2009   | 8        | @ Grizzlies de Memphis     | 25 avril 2013 |
| Rebonds offensifs          | 9                | Grizzlies de Memphis       | 2 novembre 2010   | 7        | @ Warriors de Golden State | 1er mai 2014  |
| Rebonds défensifs          | 14               | Pacers de l'Indiana        | 20 janvier 2010   | 10       | Rockets de Houston         | 14 mai 2015   |
| Rebonds totaux             | 16               | 2 fois                     | 2 fois            | 11       | 3 fois                     | 3 fois        |
| Passes décisives           | 11               | @ Warriors de Golden State | 15 mars 2009      | 7        | Mavericks de Dallas        | 3 mai 2007    |
| Interceptions              | 6                | @ Raptors de Toronto       | 1er novembre 2009 | 4        | 6 fois                     | 6 fois        |
| Contres                    | 4                | @ Bulls de Chicago         | 1er mars 2015     | 2        | 7 fois                     | 7 fois        |
| Balles perdues             | 7                | @ Pacers de l'Indiana      | 5 février 2007    | 6        | Spurs de San Antonio       | 24 avril 2016 |
| Minutes jouées             | 46               | @ Warriors de Golden State | 2 février 2005    | 45       | Spurs de San Antonio       | 24 avril 2016 |

- Double-double : 49 (dont 6 en playoffs)
- Triple-double : 1